# Caligus pampi
Caligus pampi is een eenoogkreeftjessoort uit de familie van de Caligidae. De wetenschappelijke naam van de soort is voor het eerst geldig gepubliceerd in 2002 door Ho & Lin.